# Gunnar Dyrberg
Gunnar Dyrberg (12. november 1921 i Faaborg – 8. januar 2012 i Hørsholm) var en dansk frihedskæmper og senere erhvervsmand.

## Holger Danske
Han voksede op på Vesterbro i København og blev 1940 matematisk student fra Vester Borgerdyd Gymnasium.
1943-45 var han afdelingsleder i modstandsgruppen Holger Danske. Gunnar Dyrberg var en kendt likvidator i gruppen, kendt under dæknavnet Herman, og han har blandt andet arbejdet sammen med de kendte modstandsfolk Flammen og Citronen. Han har efter Besættelsen udtalt: "Når jeg tænker tilbage, skulle vi nok have likvideret nogle flere stikkere. Det var faktisk alt for få, vi fik ram på" .
1945 var han chef for Modstandsbevægelsens Pressekontor.

## Erhvervskarriere
1946-47 arbejdede han i Udenrigsministeriet; bl.a. var Dyrberg midlertidig chef for den danske militærmission ved det engelske hovedkvarter i Den engelske zone i Tyskland.
1948 blev Dyrberg cand.polit. fra Københavns Universitet, hvorefter han arbejdede i Direktoratet for Vareforsyning, handelspolitisk afdeling 1948-52. 1953-55 var han i Handelsministeriets produktivitetsudvalg, forgængeren for Danmarks Erhvervsfond. Han foretog oplysnings- og mødevirksomhed i forbindelse med Marshallplanens tilbud om hjælp til effektivisering af industri, håndværk og handel i Europa. Han var konsulent for de græske og italienske produktivitetscentre.
1956 kom Dyrberg til De Samvirkende Købmænd, hvor han indtil 1959 var chef for købmandstjenestens konsulenter og arkitekter. 1959-65 var han i Håndværksrådet, hvor han var chef for konsulenttjenesten, sekretær for Håndværkets Oplysningsforbund og medlem af en række handelsministerielle udvalg.
1966 skiftede han atter spor til Landmandsbanken (fra 1976 Den Danske Bank), hvor han var chef for Public Relations og Information og formentlig den første PR-chef i dansk bankvæsen. Her blev Ponduskampagnen født i februar 1967. Siden blev der udleveret flere end 6 millioner Pondussparebøsser.
Dyrberg blev pensioneret som underdirektør 1. januar 1987, hvorefter han var redaktør af medlemsbladet for Danske Invest 1987-92.
Igennem årene var han redaktør af bl.a. Holger Danskes Hjemmeværnsforenings medlemsblad 1946-48, Ugebladet Byggefagene 1958-65, Danmarks Håndværk 1960-62, Advis Den Danske Banks personaleblad 1966-85, Kvartal Landmandsbankens økonomiske tidsskrift 1967-71 og Pondus Posten 1967-82.
Gunnar Dyrberg ejede og drev fra 1971 til sin død gården Lillesøgård i Høsterkøb bl.a. som stutteri.

## Forfatterskab
- De Illegale – to sabotører fortæller, Bogan 1985.
- Eksplosion i maj, 1994.
- Tomaten er rådden, 1994.
- Skud i alléen, 1995.
- Debet til venstre – kredit til højre, 1997.
- Når byboer bli'r bønder, 2000.
- De ensomme ulve, 2009.